# Claire Foy
Claire Elizabeth Foy (Stockport, 16 de abril de 1984) é uma atriz britânica, mais conhecida por interpretar a rainha Elizabeth II do Reino Unido na série de televisão The Crown da Netflix, papel este que lhe rendeu aclamação da crítica e reconhecimento internacional.
De 2016 a 2017, Claire interpretou a rainha Elizabeth II do Reino Unido na série de televisão The Crown da Netflix, papel este que lhe rendeu aclamação da crítica e reconhecimento internacional e a fez conquistar um Emmy do Primetime de melhor atriz em série dramática, um Globo de Ouro de melhor atriz em série dramática e dois Prémio Screen Actors Guild para melhor atriz em série de drama, além de inúmeros outros prêmios e indicações.
Claire interpretou o papel de Ana Bolena na minissérie Wolf Hall, pela qual recebeu nomeações para os prêmios BAFTA e para os Critics' Choice Awards, por estrelar o filme The Girl in the Spider's Web no papel de Lisbeth Salandar, e por interpretar a então esposa do astronauta Neil Armstrong, Janet Shearon, no filme biográfico First Man.

Em 2018, foi elogiada pela crítica por sua performance em First Man, pelo qual foi indicada ao Globo de Ouro de melhor atriz coadjuvante em cinema em 2019.

## Biografia
Foy nasceu em Stockport, perto de Manchester. A sua mãe, Carolina, trabalha para uma empresa farmacêutica e o seu pai, David Foy, é consultor de vendas. Cresceu em Manchester e Leeds e é a mais nova de três filhos. Os seus pais divorciaram-se quando ela tinha oito anos.
Frequentou a Aylesbury High School, uma escola exclusivamente feminina, desde de os doze anos e depois entrou na Universidade Liverpool John Moores, onde estudou Artes Dramáticas e Cinema. Depois de terminar os estudos universitários, tirou um curso de representação de um ano na Oxford School of Drama. Depois de terminar o curso, mudou-se para Peckham, um bairro no sul de Londres onde partilhou um apartamento com cinco amigas da universidade.
Foy foi casada com o ator Stephen Campbell Moore, com quem tem uma filha nascida em março de 2015. O casal anunciou a sua separação em fevereiro de 2018.

## Carreira
Enquanto estudava na Oxford School of Drama, Foy participou nas peças Top Girls, Watership Down, Easy Virtue e Touched. Depois de ser estrear na televisão em 2008 com um papel no episódio piloto da série Being Human, a atriz participou nas suas primeiras peças de teatro profissionais: DNA e The Miracle, ambas parte de uma trilogia de peças de um ato do encenador Paul Miller apresentadas no National Theatre em Londres. Claire teve o seu primeiro papel de protagonista numa série de televisão nesse mesmo ano na adaptação do romance Little Dorrit de Charles Dickens da BBC, onde interpretou a personagem homónima. Este papel valeu-lhe uma nomeação para um RTS Award.
Nos anos seguintes, participou sobretudo em séries e telefilmes britânicos como 10 Minute Takes, Going Postal, Pulse e Upstairs, Downstairs. Em 2011, estreou-se no cinema com o filme Season of the Witch, protagonizado por Nicolas Cage. Nesse ano foi ainda uma das protagonistas do filme independente Wreckers, onde contracenou com Benedict Cumberbatch. No ano seguinte, regressou ao teatro para interpretar o papel de Lady Macbeth ao lado de James McAvoy que interpretou Macbeth na peça homónima apresentada no Trafalgar Studios.
Em 2014, desempenhou papéis nos filmes Vampire Academy e na estreia na realização do comediante Jon Stewart, Rosewater, onde interpreta o papel de Paola, a mulher da personagem Maziar Bahari, interpretado por Gael García Bernal. No ano seguinte, interpretou o papel de Ana Bolena na minissérie Wolf Hall, uma adaptação transmitida pela BBC Two do romance homónimo de Hilary Mantel. A minissérie, protagonizada por Mark Rylance e Damian Lewis foi bastante elogiada pela crítica e venceu o Globo de Ouro de Melhor Minissérie ou Telefilme e o prémio BAFTA de Melhor Série Dramática. Foy recebeu nomeações para os prémios BAFTA e os Critics Choice Awards, entre outros pelo seu papel na minissérie. Ainda em 2015, participou no filme The Lady in the Van, protagonizado por Maggie Smith.
Em 2016, protagonizou o seu projeto de maior destaque: a série de televisão The Crown, transmitida pelo serviço de streaming Netflix. Na série, interpreta o papel da rainha Elizabeth II do Reino Unido imediatamente antes de assumir o trono e nos seus primeiros anos de reinado. A série, considerada a produção  televisiva mais cara da história da plataforma de streaming, foi aclamada  pela crítica especializada, assim como a performance de Foy. Claire recebeu o Globo de Ouro de Melhor Atriz em Série Dramática em 2017 e a série venceu na categoria de Melhor Série Dramática na mesma cerimónia.
A aclamação e fama ganhos pelo papel de Elizabeth II em The Crown abriu as portas a projetos de maior destaque para Foy. Em 2018 protagonizou filmes como Unsane de Steven Soderbergh, um filme de terror psicológico sobre uma mulher que é internada de forma involuntária num asilo e que foi filmado inteiramente com um iPhone e First Man de Damien Chazelle, um biopic sobre a vida de Neil Armstrong, onde interpreta a esposa do famoso astronauta, interpretado por Ryan Gosling.
Ainda em 2018, interpreta Lisbeth Salander em The Girl in the Spider's Web, o segundo filme na série de adaptações americanas da série Millenium de Stieg Larsson.

## Filmografia

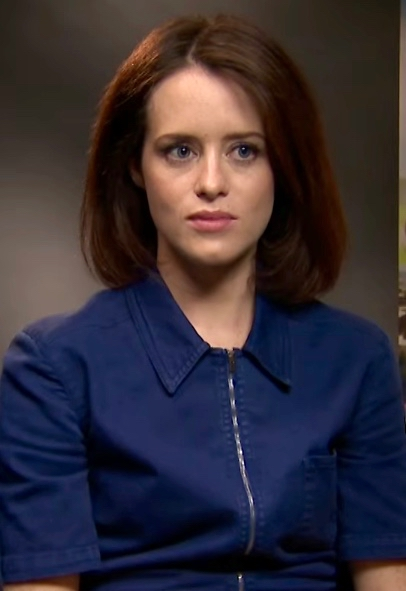
Claire Foy em 2017.

### Cinema
| Ano  | Título                            | Papel                 | Notas |
| ---- | --------------------------------- | --------------------- | --- |
| 2011 | Season of the Witch               | Bruxa/Anna            | |
| 2011 | Wreckers                          | Dawn                  | |
| 2011 | Vivaldi                           | Julietta              | |
| 2014 | Vampire Academy: Blood Sisters    | Sonya Karp            | |
| 2014 | Rosewater                         | Paola                 | |
| 2017 | Breathe                           | Diana Cavendish       | |
| 2018 | Unsane                            | Sawyer Valentini      | |
| 2018 | First Man                         | Janet Armstrong       | Indicada BAFTA de melhor atriz coadjuvante Critics' Choice Movie Award de Melhor Atriz Coadjuvante Globo de Ouro de Melhor Atriz Coadjuvante em Cinema Satellite Award de melhor atriz coadjuvante no cinema |
| 2018 | The Girl in the Spider's Web      | Lisbeth Salander      | |
| 2021 | The Electrical Life of Louis Wain | Emily Richardson-Wain | |
| 2021 | My Son                            | Joan Richmond         | |
| 2022 | Women Talking                     | Salome                | |

### Televisão
| Ano       | Título               | Papel                 | Notas                                                                    |
| --------- | -------------------- | --------------------- | ------------------------------------------------------------------------ |
| 2008      | Being Human          | Julia                 | Episódio: "Piloto"                                                       |
| 2008      | Doctors              | Chloe Webster         | Episódio: "The Party's Over"                                             |
| 2008      | Little Dorrit        | Amy Dorrit            | 14 episódios                                                             |
| 2009      | 10 Minute Tales      | Mulher                | Episódio: "Through the Window"                                           |
| 2010      | Going Postal         | Adora Belle Dearheart | Filme de TV                                                              |
| 2010      | Pulse                | Hannah Carter         | Filme de TV                                                              |
| 2010      | Upstairs, Downstairs | Lady Persie           | 3 episódios                                                              |
| 2010–2011 | The Promise          | Erin Matthews         | 4 episódios                                                              |
| 2011      | The Night Watch      | Helen                 | Filme de TV                                                              |
| 2012      | Hacks                | Kate Loy              | Filme de TV                                                              |
| 2015      | Wolf Hall            | Ana Bolena            | 6 episódios                                                              |
| 2016–2023 | The Crown            | Rainha Elizabeth II   | Protagonista, na 1ª e 2ª temporada. Apenas em flashbacks a partir da 3ª. |